# Unisson augmenté

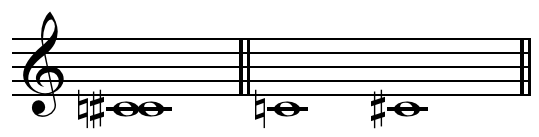
Unisson augmenté do-do dièse.

En musique, l'unisson augmenté est un intervalle d'un demi-ton chromatique. C'est un unisson réhaussé d'un demi-ton. En tempérament égal à douze demi-tons (gamme tempérée), il est l'équivalent enharmonique de la seconde mineure. Le terme a été inventé par le compositeur Jean-Philippe Rameau en 1722 qui le nomme unisson superflu ou semiton mineur.